# Moriz Rosenthal
Moriz Rosenthal (18 de dezembro de 1862 - 3 de setembro de 1946) foi um pianista estado-unidense de origem austro-húngara.  À sua época, ele foi considerado um dos que possuíam técnica superior, na categoria de Godowsky, Friedman e Josef Lhevinne.
Rosenthal gravou menos de três horas de música. O que ele gravou, no entanto, é considerado um dos mais lendários pianistas já gravados. A sagacidade usualmente maliciosa de Rosenthal era lendária. Quando ele ouviu Vladimir Horowitz resplandecer as oitavas do concerto de piano de Piotr Ilyich Tchaikovsky Tchaikovsky na sua estreia em Viena, ele observou: "Ele é um otaviano, mas não César." Na mesma linha, depois de ouvir Ignacy Jan Paderewski, cuja reputação o precedeu, Rosenthal disse: "Sim, ele joga bem, eu acho, mas ele não é Paderewski".
Um colega uma vez tocou o arranjo de Rosenthal de Minute Waltz, de Chopin em terço em um recital, após o qual Rosenthal agradeceu ao pianista "pelo mais agradável quarto de uma hora da minha vida". Perto do fim de sua vida, Rosenthal morava no Great Northern Hotel, em Nova York, ao qual ele se referia como "mais do norte do que ótimo".